# 봉래중학교 (전남)
봉래중학교(蓬萊中學校)는 대한민국 전라남도 고흥군 봉래면 신금리에 있는 공립 중학교이다.

## 학교 연혁
- 1952년 4월 5일 : 봉래중학교 설립인가
- 1953년 4월 7일 : 봉래중학교 개교
- 1991년 8월 28일 : 10개 교실 이설 신축교사 준공
- 2025년 1월 10일 : 제71회 졸업 6명(총 졸업생수 6,186명)
- 2025년 3월 1일 : 제36대 최현배 교장 부임
- 2025년 3월 4일 : 2025학년도 입학 12명

## 참고 자료
- 봉래중학교 - 한국교육학술정보원 학교알리미